# Андрес Мікольта
Андрес Мікольта (ісп. Andrés Micolta; нар. 6 червня 1999, Есмеральдас) — еквадорський футболіст, захисник мексиканського клубу «Пачука» та національної збірної Еквадору.
Виступав також за «Депортіво Ель Насьйональ».

## Клубна кар'єра
Народився 6 червня 1999 року в Есмеральдасі. Вихованець футбольної школи клубу «Текніко Універсітаріо».
2020 року перебрався до Бразилії, ставши гравцем «Сан-Жозе» (Порту-Алегрі). Наступного року захищав кольори інших місцевих команд, «Ріо-Бранко» (Віторія) та «Кастело», у складі яких, утім, грав лише на першість штату.
2022 року повернувся на батьківщину, уклавши контракт з «Депортіво Ель Насьйональ», у складі якого провів наступні два роки своєї кар'єри гравця. Більшість часу, проведеного у складі «Депортіво Ель Насьйональ», був основним гравцем захисту команди.
До складу мексиканської «Пачуки» приєднався 2024 року. Того ж року став у її складі переможцем Ліги чемпіонів КОНКАКАФ. 

## Виступи за збірну
У червні 2024 року дебютував в офіційних матчах у складі національної збірної Еквадору. Пізніше того ж місяця був включений до її заявки на розіграш Кубка Америки 2024 у США, де, втім, на поле не виходив.
| Дата      | Місто  | Господарі | Результат | Гості   | Турнір           | Голи | Примітки |
| --------- | ------ | --------- | --------- | ------- | ---------------- | ---- | -------- |
| 13-6-2024 | Честер | Еквадор   | 3 – 1     | Болівія | товариський матч | -    | 86'      |
| Усього    |        | Матчів    | 1         |         | Голів            | 0    |          |

## Титули і досягнення
- Переможець Ліги чемпіонів КОНКАКАФ (1):

«Пачука»: 2024